# Antoinette Tsono
Antoinette Tsono, död 2015, var en gabonesisk politiker (Gabonese Democratic Bloc).
Hon var sitt lands första valda kvinnliga parlamentsledamot, tillsammans med Virginie Ambougou. 
Hon satt i parlamentet 1961-1964.